# Landesdenkmal (Wiesbaden)

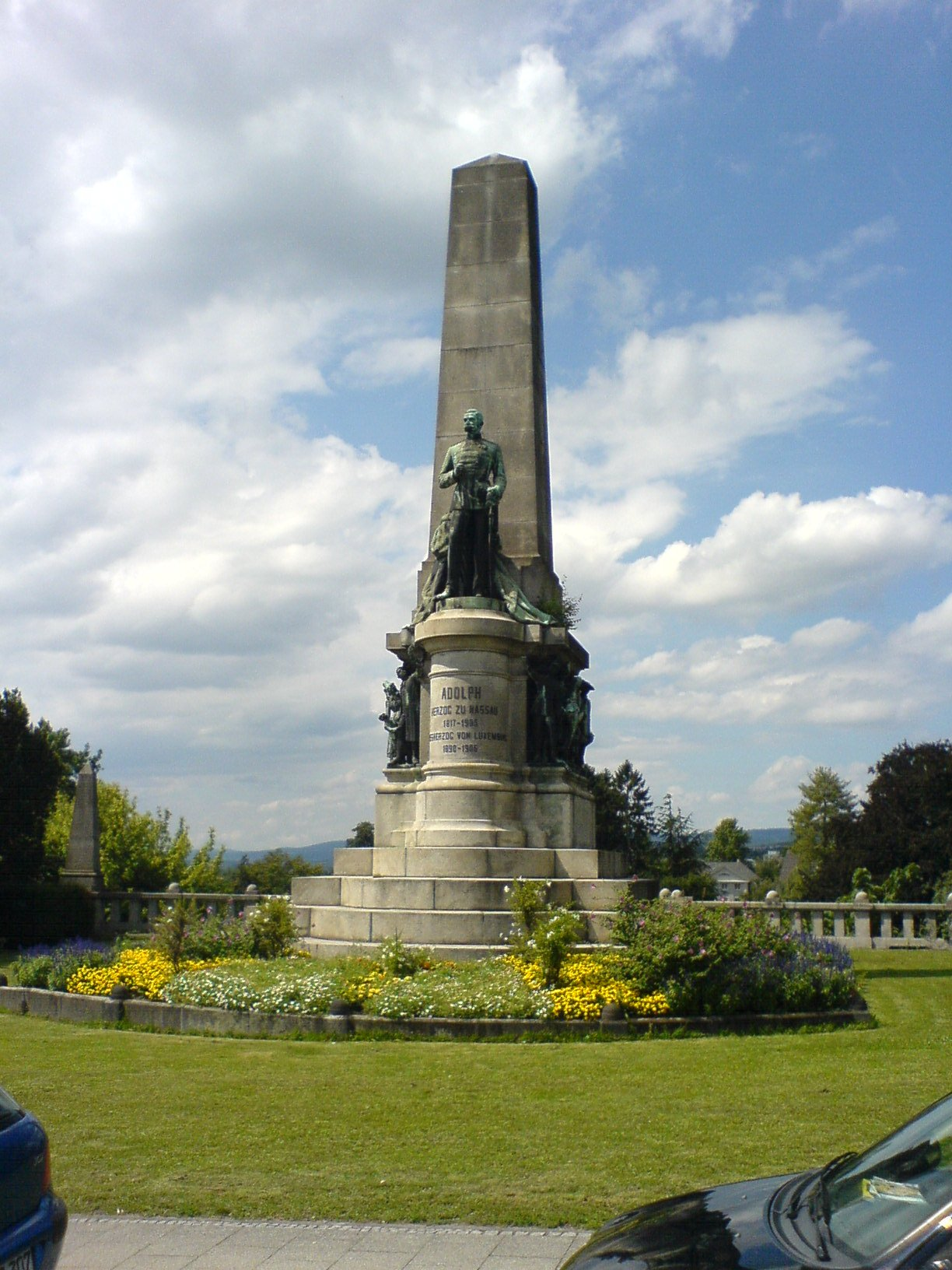
Das Landesdenkmal in Wiesbaden

Das Landesdenkmal an der Biebricher Allee auf der Adolfshöhe in Wiesbaden, unweit der Sektkellerei Henkell, wurde zu Ehren des nassauischen Herzogs Adolph am 26. Oktober 1909 eingeweiht.

## Geschichte
Das Herzogtum Nassau bestand schon seit der Annexion durch Preußen im Deutschen Krieg im Jahr 1866 nicht mehr. Der abgesetzte Herzog Adolph wurde 1890 nach dem Aussterben des dortigen Fürstenhauses Großherzog von Luxemburg. In der Folge wollten die Wiesbadener Bürger ihm ein Denkmal errichten. Gleichzeitig sollte das Denkmal die Eigenständigkeit Nassaus als preußische Provinz Hessen-Nassau verdeutlichen. Adolf willigte ein, jedoch nur unter der Bedingung, dass das Denkmal erst nach seinem Tod errichtet werden sollte. Nach seinem Ableben am 17. November 1905 sammelten sie über 100.000 Mark, zu denen die Städte Wiesbaden und Biebrich je 10.000 Mark beisteuerten. Für den Entwurf wurde der in Wiesbaden geborene Berliner Bildhauer Fritz Gerth beauftragt. Die Einweihung fand im Beisein der großherzoglichen Familie statt, zu welchem auch ein Empfang im Schloss Biebrich gehörte (das Schloss gehörte damals noch der Familie und wurde erst 1935 an den Staat Preußen verkauft).

## Gestaltung und Umgebung

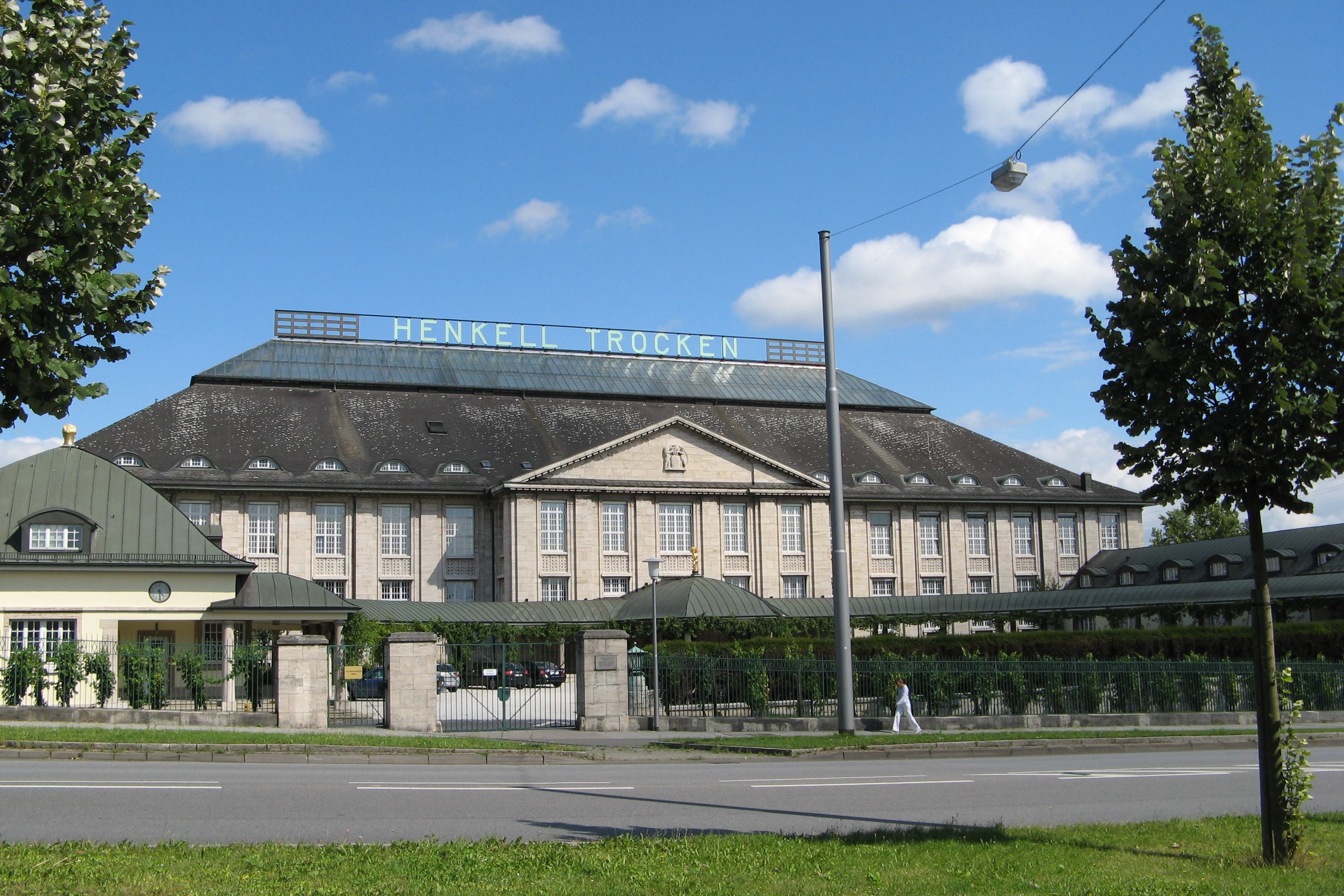
Henkell-Schloss

Das Denkmal besteht aus einem Obelisken, vor dem eine Bronze-Statue des Herzogs steht. Um den Sockel ist ein reich geschmückter Bronze-Fries angeordnet. Die Inschrift am Denkmal lautet:
Der zweite Teil der Inschrift, der die Regierungszeit Adolfs als Großherzog von Luxemburg erwähnt, wurde erst 1985 hinzugefügt.
Das Denkmal ist umgeben von einer rechteckigen Rasenfläche, die sich auf einem Plateau befindet und auf drei Seiten von einer Mauer begrenzt ist. In den Ecken sind jeweils kleine Obelisken angeordnet. Unterhalb des Denkmals grenzt die Richard-Wagner-Anlage an, die auch Henkell-Park genannt wird. Auf der anderen Straßenseite der Biebricher Allee steht das Henkell-Schloss, in dem sich der Hauptsitz der Henkell & Co. Sektkellerei befindet.

## Bahnhof Landesdenkmal

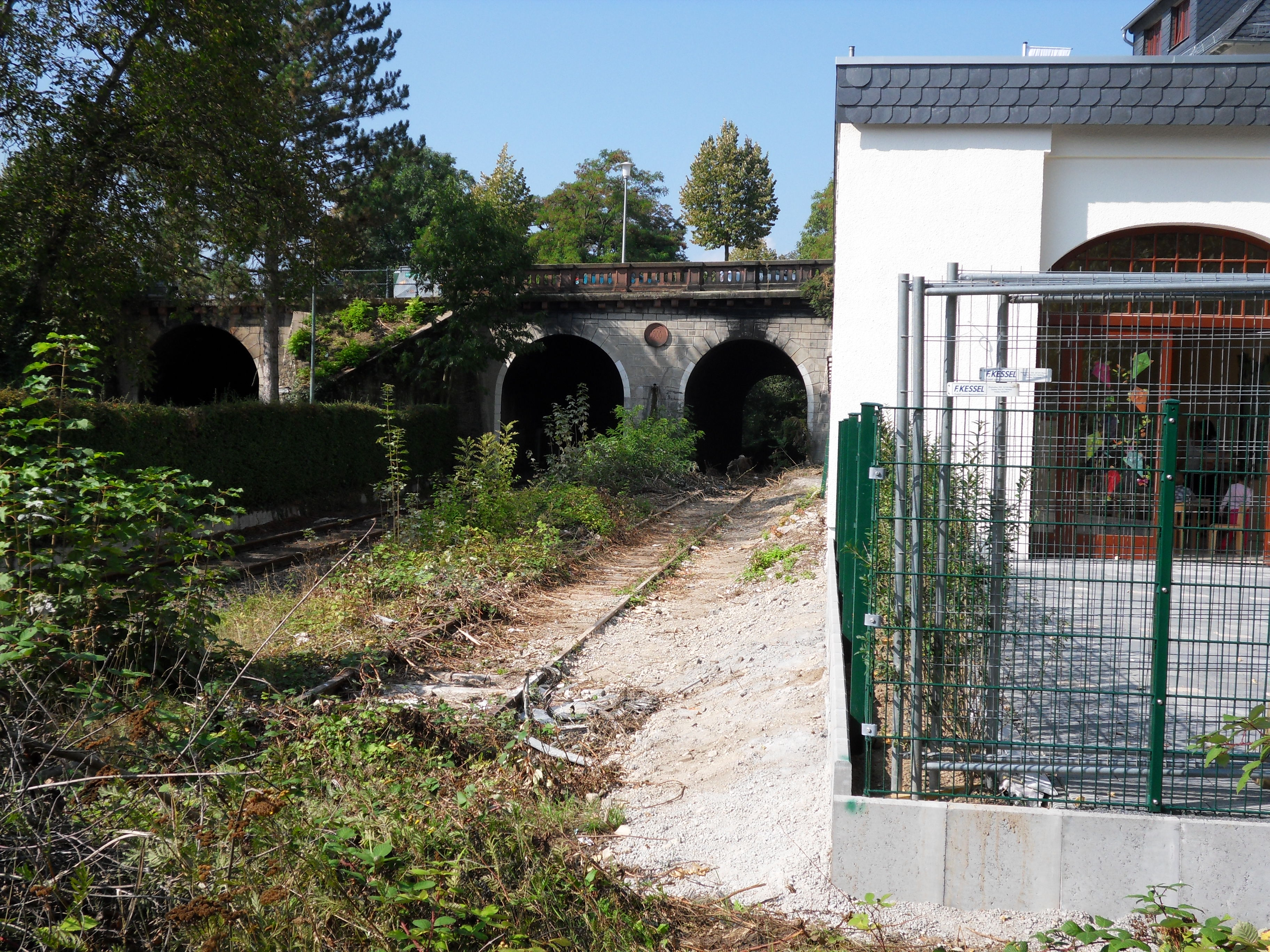
Blick vom ehemaligen Bahnsteig auf die Unterführung Biebricher Allee

In der Nähe des Denkmals unterquert die Aartalbahn die Biebricher Allee in einem Geländeeinschnitt, einer Trassierung der Strecke von 1904, um den damals neuen Hauptbahnhof anzuschließen. Zum 1. Oktober 1907 wurde der Bahnhof „Landesdenkmal“ an dieser Kreuzung zweier Verkehrswege nachträglich eröffnet. Seine Bezeichnung erhielt er nach dem nahe gelegenen Denkmal.